# Norrahammars kyrka

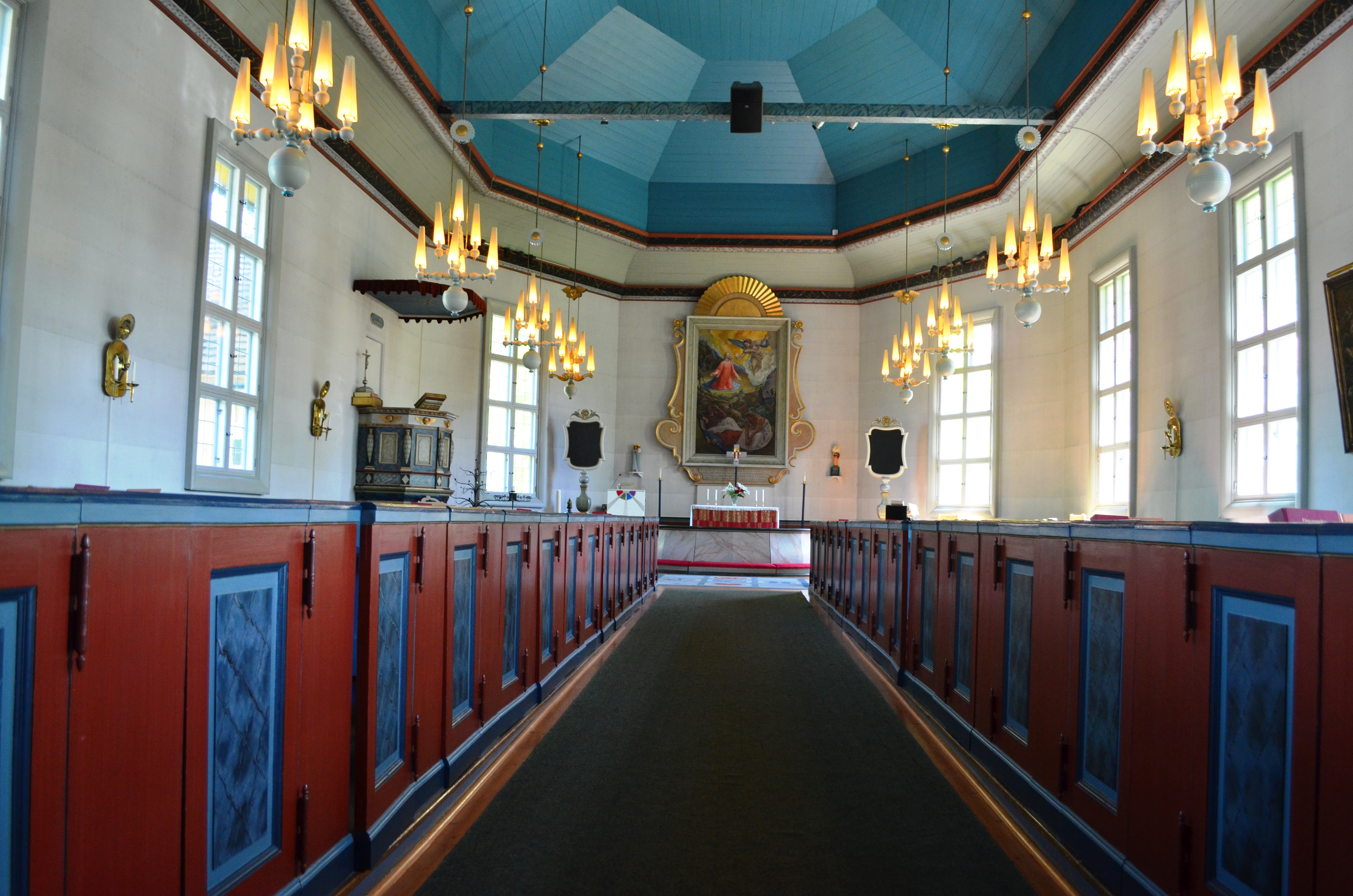
Norrahammars kyrkas kyrkosal

Norrahammars kyrka är en kyrkobyggnad i Norrahammar i Växjö stift. Den används av Norrahammars församling.

## Kyrkobyggnaden
Kyrkan uppfördes 1930 efter ritningar av arkitekt Göran Pauli och invigdes samma år som ett kapell.

## Inventarier
- Altartavlan är en målning av konstnären Georg Pauli som skildrar Jesu kamp i Getsemane, med de sovande lärjungarna.

### Orgel
- 1930 byggde Mårtenssons orgelfabrik, Lund, en orgel med 11 stämmor.
- På läktaren finns en orgel tillverkad 1976 av Västbo Orgelbyggeri, Långaryd. Orgeln är mekanisk.

| Huvudverk I     | Svällverk II      | Pedal          | Koppel |
| Principal 8´    | Rörflöjt 8´       | Subbas 16´     | I/P    |
| Gedackt 8´      | Fugara 8´         | Gedackt 8´     | II/P   |
| Principal 4´    | Spielpfeife 4´    | Nachthorn 4´   | II/I   |
| Gedacktflöjt 4´ | Principal 2'      | Rauschkvint II |        |
| Waldflöjt 2'    | Sifflöjt 1 1/3'   | Fagott 16'     |        |
| Sesquialtera II | Scharf II         |                |        |
| Mixtur III      | Dulcian 8'        |                |        |
|                 | Tremulant         |                |        |
|                 | Crescendosvällare |                |        |

### Fotnoter
1. ↑  ”Norrahammars kyrka”. Norrahammars församling. Arkiverad från originalet den 21 juli 2014. https://web.archive.org/web/20140721021047/http://www.svenskakyrkannorrahammar.se/norrahammar. Läst 28 juli 2012.